# شهرستان هوارونگ
شهرستان هوارونگ (به لاتین: Huarong County) یک منطقهٔ مسکونی در چین است که در یویونگ واقع شده‌است.